# Juan Blas de Castro
Juan Blas de Castro (1561 - 6 août 1631) est un chanteur, musicien et compositeur espagnol.   

## Biographie
Né à Barrachina, dans la province de Teruel, en Espagne, il est le deuxième de quatre frères. En 1592, il fait partie de la cour du duc d'Albe à Alba de Tormes, Salamanque, avec son ami, le poète et dramaturge Lope de Vega. Lope et Góngora étaient les maîtres des tonos, romances aux refrains profanes. Pendant son séjour, il met en musique plusieurs des poèmes de Lope, comme ¡Ay amargas soledades / de mi bellísima Filis!, une des romances de ce dernier. Les deux quittent Salamanque ensemble. En 1597, Castro devient musicien à la cour du roi Philippe III d'Espagne et, à partir du 15 juin 1599, y assume en plus les fonctions d'huissier.  
De retour à Madrid de Valladolid, à partir de 1606, il collabore étroitement avec Lope de Vega, qui loue son art. Tirso de Molina lui consacre également des textes reconnaissants, de même que Cristóbal Suárez de Figueroa,. 
Il meurt à Madrid le 6 août 1631. À sa mort, 771 tonos sont retrouvés, à la fois polyphoniques et de thèmes populaires, ainsi que la majeure partie de sa production, centrée sur la musique de scène. 
Philippe IV ordonne que soit déposée à la Bibliothèque de l'Alcázar royal de Madrid une copie de chacune de ses œuvres mais malheureusement elles furent détruites peu d'années après, pendant l'incendie du 14 décembre 1634.
Dans le Cancionero de la Sablonara, dix-huit de ses tonos ont survécu.